# Кластер (економіка)
Кластер — термін має різні значення в економіці і різне смислове навантаження в різних куточках Європи. Кластери варіюють від невеликих мереж малих, середніх підприємств у обмежених географічних зонах до "мега-кластерів" у Данії або Фінляндії, які складають значну частину економіки.

## Визначення
- Кластер - географічна концентрація подібних, суміжних або додаткових підприємств з активними каналами для бізнес-транзакцій, комунікацій та діалогу, що поділяють спеціалізовану інфраструктуру, робочі ринки та послуги і мають спільні можливості або загрози.
- Кластер - це галузеве, територіальне та добровільне об'єднання підприємницьких структур, які тісно співпрацюють із науковими (освітніми) установами, громадськими організаціями та органами місцевої влади з метою підвищення конкурентоздатності власної продукції і сприяння економічному розвитку регіону.
- Кластер - мережа постачальників, виробників, споживачів, елементів промислової інфраструктури, дослідницьких інститутів, взаємозалежних у процесі створення додаткової вартості.

- Кластер - група розташованих на території поселення або поблизу його взаємозалежних підприємств та організацій, які взаємодоповнюють і посилюють конкурентні переваги один одного.

- Кластер являє собою групу локалізованих взаємозалежних компаній, постачальників устаткування, комплектуючих, спеціалізованих послуг, інфраструктури, науково-дослідних інститутів, вузів та інших організацій, які взаємодоповнюють і посилюють конкурентні переваги один одного.

## Класифікація кластерів
Класифікаційну характеристику кластерів можна представити за рядом ознак: 
- стадія розвитку (ембріональний, розвинений, зрілий);
- глибина кластера - основна змінна при оцінці стійкості (глибокий, мілкий, невизначеної глибини);
- динаміка зайнятості (зростаючий, зменшуваний, стабільний);
- значимість (географічна) або за територіальним поділом праці (регіональні, що створюються в межах одного регіону і орієнтуються на наявну географічну концентрацію взаємопов'язаних галузей, державні (національні), що включають наявні діючі підприємства, організації та установи, розташовані у різних регіонах країни з орієнтацією на експорт, міжнародні, що зазвичай створюються на основі використання дешевої робочої сили і природних ресурсів малорозвинених країн та імпорту технологій з розвинених країн);
- ступінь відкритості кластера (впливає на залучення в регіон додаткових ресурсів або функціонування кластера, що відбувається на використанні тільки своїх ресурсів);
- повнота використання первинного ресурсу (впливає на стійкість наявних сформованих груп кластерного спрямування: за меншої частки активного використання первинного ресурсу підвищується можливість його використання іншими підприємствами, які не входять у кластер, що зазвичай послаблює конкурентноздатність самого кластера);
- надійність каналів перерозподілу ресурсів (забезпечує стійкість логістичних потоків між підприємствами кластера);
- наявність державної підтримки провідної галузі кластера (здатність захисту інтересів наявного кластера, можливість одержання за рахунок взаємодії з державою додаткових конкурентних переваг);
- за галузевою належністю (міжгалузеві (таких більшість), які включають підприємства різних галузей, як традиційних, так і високотехнологічних, галузеві, коли всі члени кластера належать до однієї галузі);
- за структурою (кластери, які складаються насамперед з малих та середніх підприємств, що дає змогу поєднувати переваги наявного малосерійного виробництва з великомасштабним підходом);
- кластери, у яких великі компанії формують ядро, навколо якого групуються малі фірми); за рівнем взаємодії між членами кластера (кластери з вільними відносинами в асоціації, з регламентованими відносинами, діями між членами кластера, з несистемними відносинами);
- за характером зв'язків (виробничі, створені на базі промислових підприємств, які практично не підтримують відносин з наявними науково-дослідними організаціями, науково-технічні, які утворюються навколо університетів або включають їх до свого складу, у свою систему, змішані);
- за кількістю членів кластера (кластери, які складаються з невеликого числа (до 20 членів), кластери, які складаються із значного числа підприємств, організацій та установ (понад 20 членів));
- управління та географічне охоплення (макрокластери - групи взаємопов'язаних та взаємодіючих галузей, окремих сегментів у межах країни в цілому, мезокластери - взаємопов'язані галузеві групи підприємств у межах конкретного регіону, мікрокластери - представляють рівень міста);
- за міцністю (сильний - ефективна структура кластера, що відбиває найважливіші стадії виробничого циклу);
- висока, інтенсивна конкуренція та активна взаємодія між учасниками, що створюють стійкі конкурентні переваги (стійкий - структура кластера і взаємодія між наявними учасниками кластера, що стабільно розвиваються (однак у даний момент не накопичена "критична маса" виробничого, індустріального потенціалу для одержання значних переваг від агломерації, значного прибутку, різноманітних надходжень, доходу), а також взаємодія всередині кластера;
- потенційний - фрагментована структура кластера, що динамічно рухається вперед; при створенні сприятливого ділового середовища кластер починає інтенсивно розвиватися; латентний - існування окремих, незалежних кластерних структур, нестача стабільних, стійких комунікативних взаємозв'язків між учасниками кластера).